# Blechroneromia pauliani
Blechroneromia pauliani är en fjärilsart som beskrevs av Pierre E.L. Viette 1976. Blechroneromia pauliani ingår i släktet Blechroneromia och familjen mätare. Inga underarter finns listade i Catalogue of Life.